# ジャンプロープ チャレンジ
『ジャンプロープ チャレンジ』（Jump Rope Challenge）は、任天堂が開発し、日本時間の2020年6月16日より無料配信されたNintendo Switch用ゲームソフト。当初は同年9月30日までの期間限定配信とされていたが、後に期限を設けずに配信を継続することが発表された。

## 概要
Nintendo Switchのコントローラ「Joy-Con」2本を両手に持って回しながらジャンプすることで、疑似的に縄跳びができるソフト。画面上では擬人化されたウサギのキャラクターがプレイヤーの動きに合わせて縄跳びをし、跳んだ回数が画面に表示される。
2020年は新型コロナウイルス感染症の世界的流行により各国で外出制限の措置が取られ日本でも4月から5月にかけて緊急事態宣言発令による外出自粛要請が行われたが、この期間中に在宅勤務となっていた任天堂社員が、運動不足の解消に役立ててもらおうとUnityを用いて短期間で本作を開発した。

## システム
1日あたりの目標回数は100回に設定されている。達成後もプレイを継続することができ、この際には背景画像が変化する。日々の記録は折れ線グラフの形式で表示されたものを確認できる。
2人でプレイする場合はJoy-Conを1本ずつ持ち、画面上には2人の合計回数が表示される。
2020年7月2日配信のアップデートにより、腕を素早く回す二重跳びの動きにも対応したほか、回数上限がこれまでの900回から3000回に増加した。また、ウサギの見た目を変化させるコスチュームとして、元々あった6種以外に、以下の任天堂キャラクターのコスチューム12種が追加された。
- マリオ
- ピーチ
- クッパ
- キノピオ
- ルイージ
- ワリオ
- リンク
- サムス・アラン
- しずえ
- インクリング（ガール）
- インクリング（ボーイ）
- バイト